# Liste de cours d'eau de Cuba

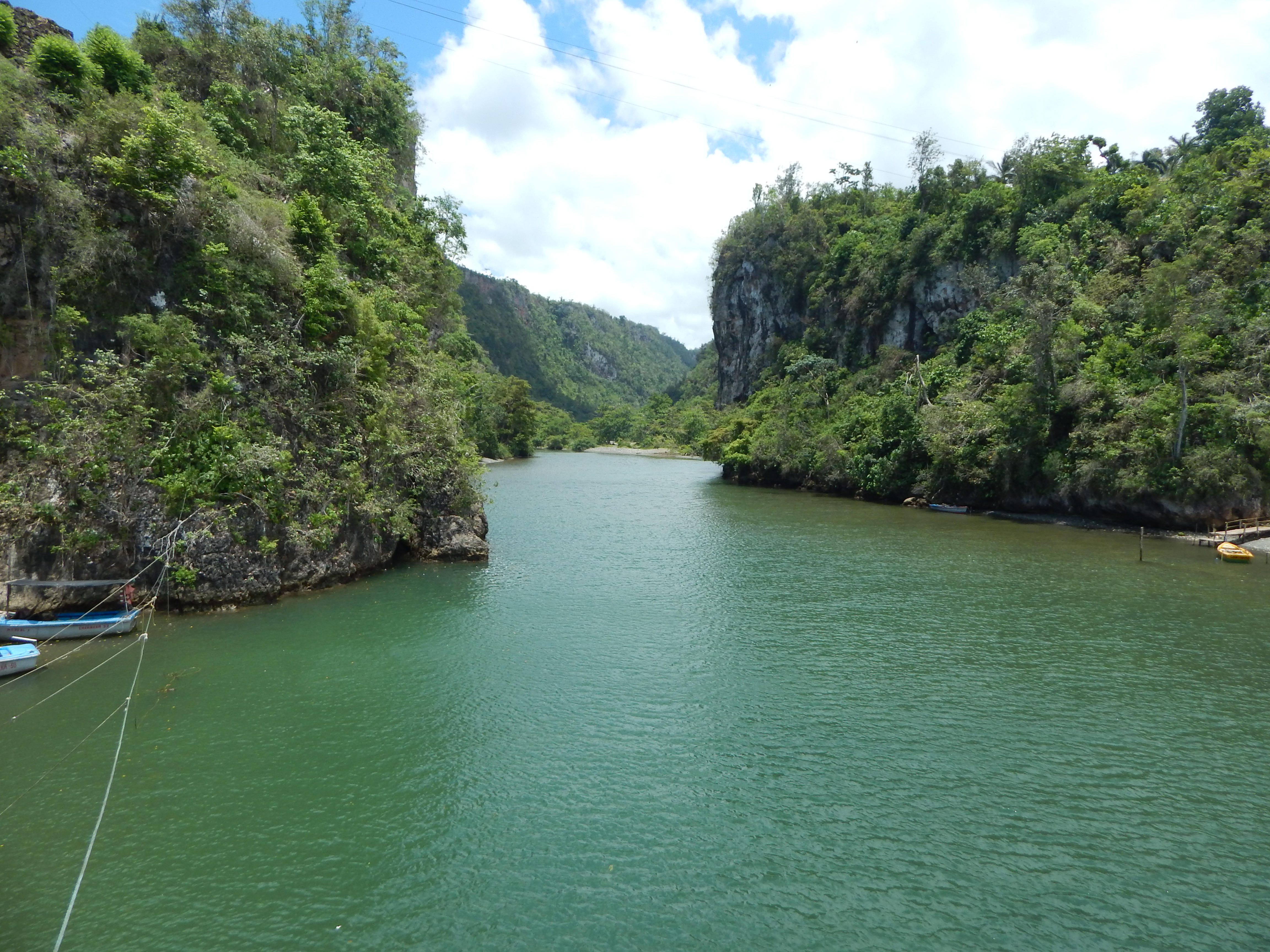
Le Yumuri, une rivière s'écoulant à Cuba

Voici une liste de cours d'eau de Cuba.

## Côte nord
- Río Mantua
- Río Almendares
- Río Yumurí
- Río Canímar
- Río de la Palma
- Río Sagua la Grande
- Río Sagua la Chica
- Río Jatibonico del Norte
- Río Caonao
- Humedal del Río Máximo
- Río Saramaguacán
- Río Toa

## Côte sud
- Río  Benle
- Guamá (en)
- Río San Diego
- Río Mayabeque
- Río Hanabana
- Río Damují
- Río Agabama
- Río Jatibonico del Sur
- Río Jiquí
- Río San Pedro
- Río Najasa
- Río Tana
- Río Jobabo
- Río Cauto
  - Río Salado
  - Río Bayamo
  - Río Contramaestre
- Río Buey (Cuba)
- Río Guantánamo
- Río Jaibo
- Río Guaso